# Dasymacaria plebeia
Dasymacaria plebeia là một loài bướm đêm trong họ Geometridae.